# جواز سفر سيشلي
جواز سفر سيشلي وثيقة رسمية تصدر لمواطني سيشل، للسفر الدولي. اعتبارًا من 2 يوليو 2019 كان مواطنو سيشيل يتمتعون بإمكانية الدخول إلى 149 دولة وإقليم بدون تأشيرة أو تأشيرة عند الوصول مما جعل جواز السفر السيشيلي يحتل المرتبة 27 من حيث حرية السفر وأفضل جواز أفريقي وفقًا مؤشر هينلي لجوازات السفر.